# Condado de Bieszczady
Nota linguística: Não confundir hrabstwo (condado) com powiat (divisão administrativa)..
Bieszczady (polaco: powiat bieszczadzki) é um powiat (condado) da Polónia, na voivodia de Subcarpácia. A sede do condado é a cidade de Ustrzyki Dolne. Estende-se por uma área de 1138,17 km², com 22 268 habitantes, segundo os censos de 2005, com uma densidade 19,56 hab/km².

## Demografia
População (dados de 30 de Junho de 2005):
|          | Total   | Total | Mulheres | Mulheres | Homens  | Homens |
| -------- | ------- | ----- | -------- | -------- | ------- | ------ |
|          | pessoas | %     | pessoas  | %        | pessoas | %      |
| Total    | 22 268  | 100   | 11 176   | 50,2     | 11 092  | 49,8   |
| Cidades  | 9532    | 100   | 4921     | 51,6     | 4611    | 48,4   |
| Povoados | 12 736  | 100   | 6255     | 49,1     | 6481    | 50,9   |